# ویزن (باد اشتافلشتاین)
ویزن (به آلمانی: Wiesen) یک منطقهٔ مسکونی در آلمان است که در باد اشتافل‌اشتاین واقع شده‌است. ویزن ۲۸۴ نفر جمعیت دارد.